# Neuseeländische Badmintonmeisterschaft 1953
Die Neuseeländische Badmintonmeisterschaft 1953 fand in Dunedin statt. Es war die 20. Austragung der Badmintonmeisterschaften von Neuseeland. 

## Titelträger
| Disziplin    | Sieger                           |
| ------------ | -------------------------------- |
| Herreneinzel | Jeffrey Robson                   |
| Dameneinzel  | Sonia Cox                        |
| Herrendoppel | Jeffrey Robson A. Lawrence Scott |
| Damendoppel  | Nancy Fleming Sonia Cox          |
| Mixed        | Jeffrey Robson Heather Robson    |